# Birky (rejon charkowski)
Birky (ukr. Бірки) – osiedle na Ukrainie, w obwodzie charkowskim, w rejonie charkowskim, w hromadzie Nowa Wodołaha. W 2001 liczyło 657 mieszkańców.